# Teresa Torańska
Teresa Sławomira Torańska (født 1. januar 1944 i Wołkowysko, Polen, død 2. januar 2013) var en polsk journalist og forfatter.
Hun var uddannet på Warszawa Universitet som jurist. I halvfjerdserne arbejdede hun som journalist ved det populære polske ugeblad “Kultura” og derefter i en halv snes år for det førende polske litterære eksiltidskrift “Kultura Paryska” udgivet i Paris og forbudt i Polen. I halvfemserne var Torańska vært for to TV programmer for det polske fjernsyn Telewizja Polska (TVP): En socialpolitisk serie Nu er det jeres tur (Teraz Wy) og en historisk serie Repetering af kendskabet til den polske Folkerepublik (Powtórka z PRL-u). Torańska forfattede filmmanuskript til dokumentaren Dworzec gdański (Gdansk banegård) der havde premiere i 2007 og var instrueret af Maria Zmarz-Kozanowicz. Filmen fortæller om polske jøders skæbne, da de blev tvunget til at forlade Polen efter tragiske begivenheder i marts 1968.
Hun arbejdede også som freelanceskribent på Polens næststørste dagblad Gazeta Wyborcza og lavede blandt andet interviews med Polens ledende politiske skikkelser.

## Værker
- Widok z dołu (Udsigt nede fra), Wydawnictwo "Iskry", Warszawa 1980, ISBN 83-207-0236-4.
- Oni (De: Stalins polske marionetter), HarperCollins Publishers, maj 1988, 384 sider, oversat til engelsk af Agnieszka Kolakowska med titel Them: Stalin's Polish Puppets, ISBN 978-0-06-091493-6
- My (Vi), udgiver: Oficyna Wydawnicza MOST; 1-ste udgave (1994), 295 sider, på polsk, ISBN 978-83-85611-23-3, også udgivet som e-bog
- Byli (De var der), reportage, udgiver: Świat Książki, 2006, 318 sider, på polsk, ISBN 83-247-0246-6
- Są. Rozmowy o dobrych uczuciach (De er der. Samtaler om gode følelser), Świat Książki – Bertelsmann Media, Warszawa 2007, 388 sider, på polsk, ISBN 978-83-247-0791-1
- Dworzec gdański (Gdansk banegård), filmmanuskript til en dokumentar film instrueret af Maria Zmarz-Kozanowicz. Polen 2007.
- Jesteśmy (Vi er), Świat Książki – Bertelsmann Media, Warszawa 2008, ISBN 978-83-247-1027-0
- Śmierć spóźnia się o minutę (Døden kommer et minut for sent) , Biblioteka Gazety Wyborczej, Warszawa 2010, ISBN 978-83-268-0049-8

## Priser
- I 2000 modtog Teresa Torańska Ksawery Pruszyńskis pris af den polske PEN Club for bogen Dem: Stalins polske marionetter.

| „ | Denne bog som ikke kunne blive udgivet i Polen anderledes end illegalt, indeholder interviews gennemført i 1981-1984 med fem forhenværende prominente polske kommunister (Edward Ochab, Jakub Berman, Roman Werfel, Stefan Staszewski, Julia Minc, Hilary Mincs kone) som spillede en afgørende rolle i det stalinistiske system i Polen i årene 1944-1956. Deres ærlige udtalelser og erindringer kom frem takket være en skarp journalists dygtige udspørgen, afslører på den ene side deres mentalitet, som loyale stalinister (stadig loyale, på trods af de efterfølgende hændelser) og på den anden side politiske problemstillinger og magtkampen i disse tider, inklusiv begivenhederne i 1956. — John C. Campbell | “ |

- Teresa Torańska var den første modtager af den årlige Barbara Łopieńskas pris for det bedste presseinterview, modtaget i 2005 for hendes samtale med Wojciech Jaruzelski.